# 代拜尔切尼
代拜尔切尼，是匈牙利诺格拉德州所辖的一个村。总面积5.43平方公里，总人口75，人口密度13.8人/平方公里（2011年1月1日）。